# Боевые искусства Индии
Боевые искусства Индии — различные виды боевых искусств, появившиеся на Индийском субконтиненте. На санскрите индийские боевые искусства называются такими общими терминами, как шастравидья или дханурведа. Шастра в переводе означает «оружие», а видья «обучение». Термин дханурведа происходит от слов дханус (санскр. धनुस्, IAST: dhanus, «лук») и веда (санскр. वेद, IAST: veda, «знание»). В индуистских эпосах «Махабхарате» и «Рамаяне» этим термином называют искусство владения луком. Позднее этим словом стали называть боевые искусства в целом. В «Вишну-пуране» Дханурведа описывается как одна из восемнадцати упавед.

## Некоторые боевые искусства
- Ади-хай пидутам
- Гатка
- Каларипаятту
- Малла-юдда
- Мардани-кхель
- Мусти-юдда
- Пельвани
- Силамбам
- Скуай
- Тань-та